# Adrian (eksperimentalfilm)
 For alternative betydninger, se Adrian. (Se også artikler, som begynder med Adrian)
Adrian er en dansk eksperimentalfilm fra 1989 instrueret af Kassandra Wellendorf efter eget manuskript.

## Handling
Adrian er en mand, der tror, han kan spille violin. Hvorfor ikke gennem videomediet skabe den illusion, at han kan? En poetisk video om kunst og angst